# Alfred Bruneau
Louis Charles Bonaventure Alfred Bruneau (París, 3 de marzo de 1857 - París, 15 de junio de 1934) fue un compositor francés que desempeñó un papel clave en la introducción del realismo en la escena operística francesa, adaptando  a la música el naturalismo de Émile Zola, quien fue libretista de algunas de sus óperas.

## Biografía
Alfred Bruneau estudió violonchelo en el Conservatorio de París y tocó en los conciertos Pasdeloup. Comenzó pronto a componer, escribiendo una cantata, Geneviève de Paris. En 1884, estrenó su Ouverture héroïque, seguida de las sinfonías corales Leda (1884) y La Belle au bois dormant (1886), y, en 1887, su primera ópera, Kerim.
El año siguiente Bruneau conoció a Émile Zola. Los dos hombres comenzaron una colaboración que duraría quince años. En 1891, Bruneau compuso una ópera titulada Le Rêve [El Sueño], con libreto de Louis Gallet basado en la novela homónima de Zola, Le Rêve. En los años siguientes, Zola le proporcionó al compositor el tema para varias de sus obras, como L'Attaque du moulin [El ataque del molino] (1893). Zola mismo escribió el libreto de Messidor (1897), L'Ouragan [El huracán] (1901) y L'Enfant roi (1905). Otras óperas influidas por Zola también fueron Micoulin Nais (1907), Les Quatre Journées [Los Cuatro Días] (1916) y Lazare (estrenado póstumamente en 1954 y con libreto del propio Zola).
En sus óperas, Bruneau también se inspiró en Hans Christian Andersen, (Le Jardin de Paris, 1923) y Victor Hugo (Angelo, tyran de Padoue, 1928).
Sus obras orquestales muestran la influencia de Richard Wagner. Otras obras suyas son un Réquiem (1896), piezas instrumentales y numerosas canciones incluyendo Lieds de France y Chansons à danser, sobre poemas de Catulle Mendès.
Bruneau recibió la Legión de Honor en 1895 y fue elegido también miembro de la Academia de Bellas Artes en 1925.
Su libro de memorias, À l'ombre d'un grand cœur [A la sombra de un gran corazón] (1931), habla de su estrecha amistad y su fructífera colaboración con Emile Zola.

### Otras obras

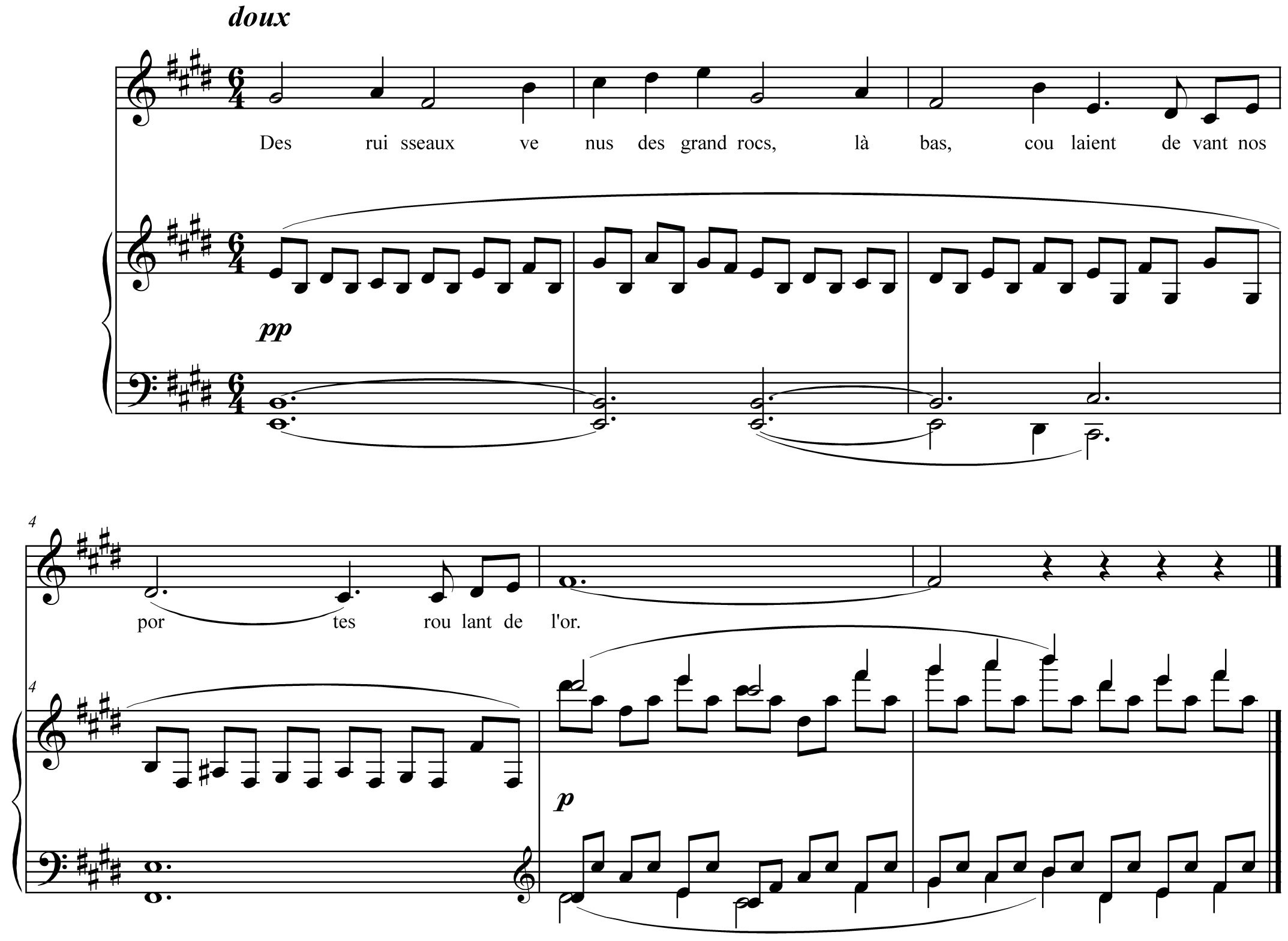
Messidor, Acto I, compás 136: voz y reducción de orquesta para piano

- Le Roi Candaule, en colaboración con Maurice Donnay, comédie lyrique en 4 actos, representada por vez primera el 1 de diciembre de 1920 en la Opéra-Comique.
- En 1912, Les Bacchantes, ballet en dos actos y tres tableaux, según Euripides, poema de M.M. Félix Naquet y Alfred Bruneau, música de Alfred Bruneau y decorados de Georges Mouveau.

### Correspondencia
- Alfred Bruneau et Gustave Charpentier: une amitié indestructible et tendre: correspondances inédites (con la dirección de Sylvie Douche y Jean-Christophe Branger). París: Université de Paris-Sorbonne, coll. «Observatoire musical français», serie «Correspondances, entretiens, souvenirs» n° 2, 2004. 120 p., 21 cm. ISBN 2-84591-107-6.

### Reconocimientos
- Una calle de París, la rue Alfred-Bruneau, lleva su nombre.